# ایستگاه قطار شهری خواجه ربیع
ایستگاه خواجه ربیع اولین ایستگاه خط 4 قطار شهری مشهد است  که در نزدیکی پایانه اتوبوسرانی خواجه ربیع و آستان خواجه ربیع واقعه شده است